# Berghaus (Wuppertal)
Berghaus war eine Ortslage im Norden der bergischen Großstadt Wuppertal. Der Wohnplatz fiel Ende im ersten Viertel des 20. Jahrhunderts wüst.

## Lage und Beschreibung
Die Ortslage lag auf einer Höhe von 238 m ü. NN im Süden des Wohnquartiers Eckbusch im Stadtbezirk Uellendahl-Katernberg. Benachbarte Ortslagen sind Theisbruch, Hixter, Zum Löh, Am Rohm, Lipkenskothen, Melandersbruch, Am Hagen, König, der Reithof Katernberg, Klotzbahn, Naurathssiepen und der Siedlungskern von Eckbusch. Ebenfalls abgegangen ist das benachbarte Lipkens Katernberg und Ringelbusch.

## Geschichte
Der Siedlungsplatz lag an der Grenze der Stadt Elberfeld zur Gemeinde Oberdüssel der Bürgermeisterei Wülfrath. Der Ort ist das letzte Mal auf der Ausgabe 1907 des Messtischblatts Elberfeld verzeichnet, auf der Ausgabe 1927 ist der Ort nicht mehr eingezeichnet.